# Sonia Corrêa
Sonia Corrêa   (Brasil, 18 de novembre de 1948) és una activista i investigadora feminista brasilera, centrada sobretot en igualtat de gènere, salut i sexualitat. Des del 2002, ha sigut copresidenta de Sexuality Policy Watch (SPW), un fòrum mundial que analitza les tendències polítiques i els projectes relacionats amb la sexualitat.

## Carrera
Del 1992 al 2009, Corrêa fou coordinadora de recerca sobre salut i drets sexuals i reproductius en Alternatives de Desenvolupament amb Dones per a una Nova Era (DAWN, per les seues sigles en anglés), una xarxa feminista del Sud. Com a membre de la societat civil, participà en les negociacions de les Nacions Unides sobre qüestions relacionades amb el gènere i la sexualitat en la Conferència Internacional sobre Població i Desenvolupament (ICPD) de 1994, la Conferència Mundial sobre la Dona de 1995, que adoptà els principis de Yogyakarta com un dels 29 signataris.
Amb Richard Parker, Sonia Corrêa copresideix Sexuality Policy Watch, un fòrum global d'investigadors i activistes que treballen en polítiques de drets sexuals arreu del món. El fòrum s'engegà el 2002 com a Grup de treball internacional sobre sexualitat i política social (IWGSSP), però canvià de nom el 2006. El SPW ha fet recerques sobre tendències en sexualitat; ha defensat la prevenció de la violència contra les dones; ha creat aliances amb grups de drets sexuals i ha publicat anàlisis clau de polítiques.

## Publicacions seleccionades
Ha publicat extensament en portugués i anglés. Algunes en són:
- Population and Reproductive Rights: Feminist Perspectives from the South (Zed Books, 1994) ISBN 9781856492836 , OCLC 247012868
- Sexuality, Health and Human Rights, co-authored with Richard Parker and Rosalind Petchesky (Routledge, 2008) ISBN 9780415351171 , OCLC 449934565
- Development with a Bodi, co-authored with Andrea Cornwall and Susan Jolly (Zed Books, 2008) ISBN 9781848136465 , OCLC 990190773
- Emerging powers, sexuality and human rights: Fumbling around the elephant, co-authored with akshay khanna (2015)